# アーチボルド・プリムローズ (第2代プリムローズ子爵)
第2代プリムローズ子爵アーチボルド・プリムローズ（英語: Archibald Primrose, 2nd Viscount Primrose、1700年代生 – 1716年6月没）は、スコットランド貴族。

## 生涯
初代プリムローズ子爵ジェームズ・プリムローズとエレノア・キャンベル（Eleanor Campbell、1759年11月21日没、第2代ラウドン伯爵ジェームズ・キャンベルの娘）の長男として生まれた。
1706年6月13日に父が死去すると、プリムローズ子爵の爵位を継承、1708年10月25日には父の相続人として（法的に）宣言された。
1716年6月5日直前に未成年で未婚のまま死去、弟ヒューが爵位を継承した。